# Situ Bagendit
Situ Bagendit är en sjö i Indonesien.   Den ligger i provinsen Jawa Barat, i den västra delen av landet, 160 km sydost om huvudstaden Jakarta. Situ Bagendit ligger 682 meter över havet. Arean är 0,20 kvadratkilometer.Runt Situ Bagendit är det i huvudsak tätbebyggt. Den sträcker sig 0,4 kilometer i nord-sydlig riktning, och 0,6 kilometer i öst-västlig riktning.